# E3 Saxo Classic 2025
De 67e editie van de Belgische wielerwedstrijd E3 Saxo Classic werd in 2025 georganiseerd op 28 maart 2025. Winnaar was, voor het tweede jaar op rij, Mathieu van der Poel. Hij won in 2025 na een solo van 39 kilometer. 
De wedstrijd was onderdeel van de UCI World Tour 2025.

## Deelnemende ploegen
Vijfentwintig ploegen gingen van start met in totaal 175 renners. Naast de achttien UCI Worldteams deden zeven UCI Proteams mee aan de wedstrijd. 

## Uitslag
| Plaats  | Naam                 | Ploeg                           | tijd     |
| ------- | -------------------- | ------------------------------- | -------- |
| Winnaar | Mathieu van der Poel | Alpecin-Deceuninck              | 4u38'11" |
| 2       | Mads Pedersen        | Lidl-Trek                       | + 1'05"  |
| 3       | Filippo Ganna        | INEOS Grenadiers                | + 2'04"  |
| 4       | Casper Pedersen      | Soudal Quick-Step               | + 2'33"  |
| 5       | Jasper Stuyven       | Lidl-Trek                       | z.t.     |
| 6       | Stefan Küng          | Groupama-FDJ                    | z.t.     |
| 7       | Aimé De Gendt        | Cofidis                         | z.t.     |
| 8       | Tim Wellens          | UAE Team Emirates-XRG           | + 2'35"  |
| 9       | Matteo Jorgenson     | Team Visma\|Lease a Bike        | + 2'38"  |
| 10      | Mike Teunissen       | XDS Astana Team                 | + 2'43"  |
| 11      | Toms Skujiņš         | Lidl-Trek                       | z.t.     |
| 12      | Oliver Naesen        | Decathlon AG2R La Mondiale Team | z.t.     |
| 13      | Jevgeni Fjodorov     | XDS Astana Team                 | z.t.     |
| 14      | Matteo Trentin       | Tudor Pro Cycling Team          | z.t.     |
| 15      | Wout van Aert        | Team Visma\|Lease a Bike        | z.t.     |
| 16      | Gianni Vermeersch    | Alpecin-Deceuninck              | z.t.     |
| 17      | Valentin Madouas     | Groupama-FDJ                    | z.t.     |
| 18      | Nils Politt          | UAE Team Emirates-XRG           | z.t.     |
| 19      | Tim van Dijke        | Red Bull-BORA-hansgrohe         | z.t.     |
| 20      | Tiesj Benoot         | Team Visma\|Lease a Bike        | z.t.     |

1958 · 1959 · 1960 · 1961 · 1962 · 1963 · 1964 · 1965 · 1966 · 1967 · 1968 · 1969 · 1970 · 1971 · 1972 · 1973 · 1974 · 1975 · 1976 · 1977 · 1978 · 1979 · 1980 · 1981 · 1982 · 1983 · 1984 · 1985 · 1986 · 1987 · 1988 · 1989 · 1990 · 1991 · 1992 · 1993 · 1994 · 1995 · 1996 · 1997 · 1998 · 1999 · 2000 · 2001 · 2002 · 2003 · 2004 · 2005 · 2006 · 2007 · 2008 · 2009 · 2010 · 2011 · 2012 · 2013 · 2014 · 2015 · 2016 · 2017 · 2018 · 2019 · 2020 · 2021 · 2022 · 2023 · 2024 · 2025

Lijst van beklimmingen
Tour Down Under ·
Great Ocean Road Race ·
Ronde van de Verenigde Arabische Emiraten ·
Omloop Het Nieuwsblad ·
Strade Bianche ·
Parijs-Nice · 
Tirreno-Adriatico · 
Milaan-San Remo ·
Ronde van Catalonië ·
Classic Brugge-De Panne ·
E3 Saxo Classic ·
Gent-Wevelgem ·
Dwars door Vlaanderen ·
Ronde van Vlaanderen ·
Ronde van het Baskenland ·
Parijs-Roubaix ·
Amstel Gold Race ·
Waalse Pijl ·
Luik-Bastenaken-Luik ·
Ronde van Romandië ·
Eschborn-Frankfurt ·
Ronde van Italië ·
Critérium du Dauphiné ·
Ronde van Zwitserland ·
Copenhagen Sprint · 
Ronde van Frankrijk ·
Clásica San Sebastián ·
Ronde van Polen ·
BEMER Cyclassics ·
Renewi Tour ·
Ronde van Spanje ·
Bretagne Classic ·
GP van Quebec ·
GP van Montreal ·
Ronde van Lombardije ·
Ronde van Guangxi